# بروس ألان براون
بروس ألان براون (بالألمانية: Bruce Alan Brown)‏ هو عالم موسيقى وملحن نمساوي، ولد في 1955.